# Пасешний Микола Якимович
Микола Якимович Пасешний (1910, місто Горлівка, тепер Донецької області — ?) — український радянський діяч, секретар Запорізького обласного комітету КПУ.

## Біографія
Член ВКП(б).
На 1937 рік — на відповідальній профспілковій роботі на кріолітовому заводі Полевського району Свердловської області РРФСР.
З 1939 року — в Червоній армії, учасник німецько-радянської війни з серпня 1941 року. Служив на політичній роботі в 140-й окремій роті хімічного захисту Закавказького фронту. З травня 1942 року — старший інструктор танкового відділу (із роботи в танкових військах) Політичного управління Закавказького фронту.
З 1944 року працював на партійній роботі в Запорізькій області.
На 1952 — липень 1954 року — завідувач відділу партійних, профспілкових і комсомольських органів Запорізького обласного комітету КПУ.
У липні 1954—1957 роках — секретар Запорізького обласного комітету КПУ.
Подальша доля невідома. На 1985 рік — персональний пенсіонер.

## Звання
- старший політрук
- капітан

## Нагороди
- орден Вітчизняної війни І ст. (6.04.1985)
- медаль «За відвагу» (9.02.1943)
- медаль «За оборону Кавказу» (1.06.1944)
- медаль «За перемогу над Німеччиною у Великій Вітчизняній війні 1941—1945 рр.» (1946)
- медалі